# Спецназ: Львица
«Спецназ: Львица» (англ. Special Ops: Lioness) — американский шпионский телесериал Тейлора Шеридана. Главные роли исполняют Зои Салдана и Лайсла Де Оливейра. Премьера состоялась 23 июля 2023 года на Paramount+.

## Сюжет

### 1-й сезон
Оперативница Джо командует элитным спецотрядом быстрого реагирования женщин-военных «Львица». Во время проведения одной из их тайных операций на Ближнем Востоке отряд терпит крупную неудачу и в результате гибнет внедрённый в ряды врага их агент под прикрытием.
После такого провала «Львица» попадает под угрозу расформирования. Надежда появляется, когда Джо начинает работать на пару с солдатом батальона морской пехоты Крус Мануэлос. Она получает задание подружиться с дочерью террориста, за которым охотится Центральное разведывательное управление. Вместе им необходимо предстоит предотвратить крупнейший теракт на территории США со времен 11 сентября 2001 года. Теперь ошибок допускать нельзя, ведь на кону стоит безопасность страны и каждое промедление может привести к непоправимым последствиям.

## В ролях
- Зои Салдана — Джо
- Лайсла Де Оливейра — Круз Мануэлос
- Дэйв Эннэйбл — Нил
- Джона Уортон — Текс
- Ханна Лав Ланье — Кейт
- Николь Кидман — Кейтлин Мид
- Морган Фриман — Эдвин Маллинз
- Стефани Нур — Алия

## Список эпизодов

### Обзор сезонов
| Сезон | Серии | Серии | Даты показа     | Даты показа     |
| Сезон | Серии | Серии | Первая серия    | Последняя серия |
| ----- | ----- | ----- | --------------- | --------------- |
| 1     | 8     | 8     | 23 июля 2023    | 3 сентября 2023 |
| 2     | 8     | 8     | 27 октября 2024 | 8 декабря 2024  |

### Сезон 1 (2023)
| № общий | № в сезоне | Название                                                      | Режиссёр      | Автор сценария <                                                   | Дата премьеры   |
| ------- | ---------- | ------------------------------------------------------------- | ------------- | ------------------------------------------------------------------ | --------------- |
| 1       | 1          | «Жертвенные солдаты» «Sacrificial Soldiers»                   | Джон Хиллкоут | Тейлор Шеридан                                                     | 23 июля 2023    |
| 2       | 2          | «Избиение» «The Beating»                                      | Джон Хиллкоут | Тейлор Шеридан                                                     | 23 июля 2023    |
| 3       | 3          | «Ушиб размером с кулак» «Bruise Like a Fist»                  | Энтони Бирн   | Сюжет : Тейлор Шеридан и Томас Брэди Телесценарий : Тейлор Шеридан | 30 июля 2023    |
| 4       | 4          | «Выбор в пользу неудачи» «The Choice of Failure»              | Энтони Бирн   | Тейлор Шеридан                                                     | 6 августа 2023  |
| 5       | 5          | «Правда - самая гениальная ложь» «Truth Is the Shrewdest Lie» | Пол Кэмерон   | Тейлор Шеридан                                                     | 13 августа 2023 |
| 6       | 6          | «Ложь - это правда» «The Lie Is the Truth»                    | Пол Кэмерон   | Тейлор Шеридан                                                     | 20 августа 2023 |
| 7       | 7          | «Пожелайте борьбы» «Wish the Fight Away»                      | Джон Хиллкоут | Тейлор Шеридан                                                     | 27 августа 2023 |
| 8       | 8          | «Иллюзия порядка исчезла» «Gone Is the Illusion of Order»     | Джон Хиллкоут | Тейлор Шеридан                                                     | 3 сентября 2023 |

### Сезон 2 (2024)
| № общий | № в сезоне | Название                                                 | Режиссёр       | Автор сценария < | Дата премьеры   |
| ------- | ---------- | -------------------------------------------------------- | -------------- | ---------------- | --------------- |
| 9       | 1          | «Остерегайтесь старого солдата» «Beware the Old Soldier» | Тейлор Шеридан | Тейлор Шеридан   | 27 октября 2024 |
| 10      | 2          | «Я люблю свою страну» «I Love My Country»                | Тейлор Шеридан | Тейлор Шеридан   | 27 октября 2024 |
| 11      | 3          | «И пришел паук» «Along Came a Spider»                    | Майкл Фридман  | Тейлор Шеридан   | 3 ноября 2024   |
| 12      | 4          | «Пять сотен детей» «Five Hundred Children»               | Майкл Фридман  | Тейлор Шеридан   | 10 ноября 2024  |
| 13      | 5          | «Разбить луну» «Shatter the Moon»                        | Стефен Кэй     | Тейлор Шеридан   | 17 ноября 2024  |
| 14      | 6          | «2831» «2831»                                            | Стефен Кэй     | Тейлор Шеридан   | 24 ноября 2024  |
| 15      | 7          | «У дьявола есть козыри» «The Devil Has Aces»             | Стефен Кэй     | Тейлор Шеридан   | 1 декабря 2024  |
| 16      | 8          | «Компас указывает на дом» «The Compass Points Home»      | Стефен Кэй     | Тейлор Шеридан   | 8 декабря 2024  |

## Производство
О начале работы над сериалом стало известно в сентябре 2020 года. В феврале 2022 года Зои Салдана получила главную роль в сериале и стала исполнительным продюсером вместе с Николь Кидман. Лайсла Де Оливейра присоединилась к актёрскому составу в следующем месяце. В июне Шеридан сменил Томаса Брэди на посту шоураннера сериала после завершения работы над сценарием. Кастинг продолжился в сентябре, в него вошли Дэйв Эннэйбл, ЛаМоника Гарретт, Джеймс Джордан, Остин Эберт, Джона Уортон и Ханна Лав Ланье. В январе 2023 года Кидман присоединилась к актёрскому составу вместе с Морганом Фриманом.
Первоначально производство сериала должно было начаться в июне 2022 года. Съёмки начались на Мальорке в январе 2023 года, и продлились до февраля.
Съёмочный процесс второго сезона стартовал в мае 2024 года. Премьера второго сезона состоялась 27 октября 2024 года.